# 16930 Respighi
16930 Respighi (1998 FF74) là một tiểu hành tinh nằm phía ngoài của vành đai chính được phát hiện ngày 29 tháng 3 năm 1998, ở Osservatorio San Vittore ở Bologna.